# Sorsele
Sorsele es un municipio de la provincia de Västerbotten, al norte de Suecia. La sede del gobierno local es Sorsele y posee 1300 habitantes. El área total asciende a 7493.2 km². Es el noveno municipio en tamaño del país, pero tiene la segunda menor proporción de habitantes.